# 리코 2A03

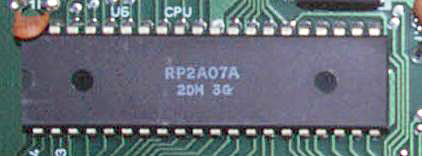
RP2A07

리코 2A03 또는 RP2A03 (NTSC 버전) / 리코 2A07 또는 RP2A07 (PAL 버전) 은 닌텐도의 가정용 비디오 게임기 패밀리컴퓨터에 사용된 8비트 마이크로프로세서로 리코에서 제조되었다. BCD 모드를 제거한 6502 코어에 22개의 메모리 맵 I/O 레지스터를 가지고 있으며 PSG(프로그래머블 사운드 제네레이터) 사운드, DMA, 게임 컨트롤러 폴링 등의 기능을 추가하였다.

## 지역 차이
유럽과 오스트레일리아 버전의 패밀리 컴퓨터인 NES에는 리코 2A07 (RP2A07)가 사용되었는데 2A03과는 PAL 텔레비전 규격의 50 Hz 수직 재생률에 맞추어 클럭 디바이더와 사운드 주파수가 다른 것을 제외하면 동일한 칩이었다.